# Universität Rastatt
Die Rastatter Universität existierte nur auf dem Papier.
Als 1771 die markgräfliche Linie Baden-Baden ausstarb, wurden viele Ämter und Beamte an den Hof nach Karlsruhe beordert. Durch diese Maßnahme drohte Rastatt in die Bedeutungslosigkeit zu versinken; um dem entgegenzuwirken, suchte man geeignete Verwendungszwecke für die zahlreichen Gebäude.
Bereits 1766 wurden Pläne erarbeitet, in Rastatt eine Universität zu errichten, doch aus Geldmangel wieder fallen gelassen. Diese Pläne wurden 1773 erneut aufgegriffen, da man nun auf den Besitz des verbotenen Jesuitenordens in Baden-Baden zugreifen konnte.
Als bereits für 100–200 Studenten Platz geschaffen war und die ersten Professoren bereits berufen waren, stellte man fest, dass das Geld immer noch nicht ausreichte, und stellte das Projekt abermals ein.
Das Projekt geriet in Vergessenheit, bis Adolf Seyb 1919 bei Recherchen im Generallandesarchiv auf alte Dokumente mit dem Titel: Plan zur Errichtung einer Universität in Rastatt stieß.
Als 2004 das WWF-Auen-Institut Rastatt in eine eigenständige Forschungseinrichtung im Institut für Wasser und Gewässerentwicklung der Universität Karlsruhe umgewandelt wurde, wurde Rastatt schließlich doch zu einem Universitätsstandort. Aufgaben des Auen-Instituts sind die wissenschaftliche Beratung von Naturschutzorganisationen und Behörden und die akademische Ausbildung des Naturschutznachwuchses.